# Liste von Stadien in Namibia
Die Liste von Stadien in Namibia ist eine – noch unvollständige – Auflistung von Sportarenen in dem südafrikanischen Staat Namibia.
Aktuell (Stand Mai 2023) genügt keines der Stadien den Ansprüchen der Fédération Internationale de Football Association (FIFA) bzw. der Confédération Africaine de Football (CAF), weshalb sämtliche Heimspiele der Fußballnationalmannschaften seitdem in Südafrika ausgetragen werden. Zuletzt verloren das Independence Stadium und Sam-Nujoma-Stadion die CAF-/FIFA-Anerkennung.
Das nationale Rugbystadion und als solches von World Rugby anerkannt ist das Hage-Geingob-Stadion in Windhoek. Ein nationales Cricket-Stadion, das für zwei anstehende Weltmeisterschaften vorgesehen ist, wird seit Ende 2023 gebaut. Zudem ist seit Mitte 2024 der Bau von zwei Stadien, das Ongos Valley Sports Stadium (30.000 Zuschauer) in Windhoek und das Deon Hotto Stadium (10.000 Zuschauer) in Swakopmund, geplant.

## Stadien
Die Stadien sind alphabetisch nach Orten sortiert.
| Stadion                              | Ort          | Plätze    | Hauptnutzung                            | Bemerkung                                   | Lage                             | Foto |
| ------------------------------------ | ------------ | --------- | --------------------------------------- | ------------------------------------------- | -------------------------------- | ---- |
| Omulunga-Stadion                     | Grootfontein | unbekannt | Fußball                                 |                                             | 19° 33′ 28,7″ S, 18° 6′ 3,9″ O   |      |
| Legare-Stadion                       | Gobabis      | 05000     | Fußball                                 |                                             | 22° 26′ 47,3″ S, 18° 59′ 16,4″ O |      |
| Usab-Stadion                         | Karibib      | unbekannt | Fußball                                 |                                             | 21° 55′ 59,4″ S, 15° 51′ 55,4″ O |      |
| J. Stephanus-Stadion                 | Keetmanshoop | 01000     | Fußball                                 |                                             | 26° 34′ 25″ S, 18° 7′ 28″ O      |      |
| Herbert-Conradie-Stadion             | Khorixas     | unbekannt | Fußball                                 |                                             | 20° 22′ 15,3″ S, 14° 57′ 13,8″ O |      |
| Sportstadion Lüderitz                | Lüderitz     | unbekannt | u. a. Fußball                           |                                             | 26° 38′ 28,3″ S, 15° 9′ 42,8″ O  |      |
| Mariental-Stadion                    | Mariental    | unbekannt | Fußball                                 |                                             | 24° 37′ 56″ S, 17° 57′ 26,4″ O   |      |
| Persianer-Stadion                    | Mariental    | unbekannt | Rugby                                   |                                             | 24° 37′ 56,4″ S, 17° 57′ 26″ O   |      |
| Nau-Aib-Stadion                      | Okahandja    | unbekannt | v. a. Fußball                           |                                             | 21° 59′ 1,6″ S, 16° 53′ 54,4″ O  |      |
| Okakarara Sport Stadium              | Okakarara    | 1000      | v. a. Fußball                           |                                             |                                  |      |
| I.-K.-Tjimuhiva-Stadion              | Omakange     | 02000     | v. a. Fußball                           |                                             | 18° 3′ 48,9″ S, 13° 50′ 26″ O    |      |
| Newman-Katuta-Stadion                | Opuwo        | unbekannt | v. a. Fußball                           |                                             | 18° 3′ 48,9″ S, 13° 50′ 26″ O    |      |
| Embandu-Stadion                      | Oshakati     | 01000     | Fußball                                 |                                             | 17° 47′ 21,8″ S, 15° 36′ 49,4″ O |      |
| Independence Stadium                 | Oshakati     | 08000     | Fußball                                 |                                             | 17° 47′ 15″ S, 15° 41′ 32″ O     |      |
| Mokati Stadium                       | Otjiwarongo  | 01000     | Fußball                                 |                                             | 20° 27′ 31″ S, 16° 39′ 31″ O     |      |
| Paresis Park                         | Otjiwarongo  | 02000     | Fußball, weitere Sportarten, Messen     |                                             | 20° 27′ 53″ S, 16° 38′ 28″ O     |      |
| Outjo-Stadion                        | Outjo        | 01000     | Fußball                                 |                                             | 20° 7′ 2,8″ S, 16° 10′ 2,5″ O    |      |
| Otavi-Fußballfeld                    | Otavi        | unbekannt | Fußball                                 |                                             | 19° 38′ 48,1″ S, 17° 20′ 28″ O   |      |
| Reho-Falcon-Stadion                  | Rehoboth     | unbekannt | Rugby                                   |                                             | 23° 18′ 52,2″ S, 17° 4′ 39,1″ O  |      |
| Rundu-Stadion (Rundu-Sportkomplex)   | Rundu        | 0500      | Fußball                                 |                                             | 17° 55′ 26″ S, 19° 46′ 22″ O     |      |
| Mondesa-Stadion                      | Swakopmund   | unbekannt | Fußball                                 |                                             | 22° 39′ 55,7″ S, 14° 32′ 23,8″ O |      |
| SFC-Stadion                          | Swakopmund   | unbekannt | Fußball                                 |                                             | 22° 41′ 2,4″ S, 14° 31′ 48,7″ O  |      |
| Tamariskia-Stadion                   | Swakopmund   | 01500     | Fußball                                 |                                             | 22° 39′ 12″ S, 14° 32′ 17″ O     |      |
| Zentraler Sportplatz                 | Swakopmund   | 10.000    | Fußball, Rugby, Leichtathletik          |                                             | 22° 39′ 58,1″ S, 14° 31′ 48,2″ O |      |
| Oscar-Norich-Stadion                 | Tsumeb       | 01500     | Fußball                                 |                                             | 19° 15′ 0,9″ S, 17° 41′ 49,7″ O  |      |
| Nomtsoub-Stadion                     | Tsumeb       | unbekannt | Fußball                                 |                                             |                                  |      |
| Atlantis-Stadion                     | Walvis Bay   | unbekannt | Fußball                                 |                                             | 22° 57′ 49,8″ S, 14° 29′ 58,1″ O |      |
| Kuisebmund-Stadion                   | Walvis Bay   | 04000     | Fußball                                 |                                             | 22° 55′ 55,1″ S, 14° 31′ 43,1″ O |      |
| Jan-Wilken-Stadion                   | Walvis Bay   | unbekannt | Rugby, selten Fußball                   |                                             | 22° 57′ 37,9″ S, 14° 30′ 35,2″ O |      |
| Narraville-Stadion                   | Walvis Bay   | 01500     | Fußball, Rugby                          |                                             | 22° 57′ 15,3″ S, 14° 32′ 41,9″ O |      |
| Hage-Geingob-Stadion                 | Windhoek     | 12.000    | Rugby                                   | Nationalstadion                             | 22° 36′ 27″ S, 17° 5′ 28″ O      |      |
| Independence Stadium                 | Windhoek     | 25.000    | Fußball, Leichtathletik, Messen, Feiern | Nationalstadion, größte Sportarena Namibias | 22° 36′ 27″ S, 17° 5′ 28″ O      |      |
| Khomasdal-Stadion                    | Windhoek     | 02000     | Fußball                                 |                                             | 22° 32′ 42,8″ S, 17° 2′ 34,7″ O  |      |
| Ramblers-Stadion                     | Windhoek     | 01000     | Fußball                                 |                                             | 22° 35′ 25″ S, 17° 4′ 15″ O      |      |
| Sam-Nujoma-Stadion                   | Windhoek     | 10.300    | Fußball                                 | Nationalstadion                             | 22° 36′ 27″ S, 17° 5′ 28″ O      |      |
| SKW-Stadion                          | Windhoek     | 0800      | Fußball                                 |                                             | 22° 36′ 51″ S, 17° 5′ 22″ O      |      |
| UNAM-Stadion                         | Windhoek     | unbekannt | Fußball                                 |                                             |                                  |      |
| Wanderers Cricket Ground             | Windhoek     | unbekannt | Cricket                                 | Nationalstadion                             | 22° 35′ 29″ S, 17° 4′ 18″ O      |      |
| Nationales Tennis-Stadion            | Windhoek     | unbekannt | Tennis                                  | Nationalstadion                             | 22° 36′ 14,5″ S, 17° 5′ 30,5″ O  |      |
| WHS-Stadion (ehemals Vegkop-Stadion) | Windhoek     | 10.000    | Sport                                   |                                             | 22° 34′ 7,3″ S, 17° 5′ 21,9″ O   |      |
| National Cricket Stadium             | Windhoek     | 7.500     | Cricket                                 | Nationalstadion (ab 2025 geplant)           | 22° 36′ 23,3″ S, 17° 5′ 33,7″ O  |      |